# Фредрік Норрена
Фредрік Норрена (фін. Fredrik Norrena, нар. 29 листопада 1973, Якобстад) — фінський хокеїст, що грав на позиції воротаря. Грав за збірну команду Фінляндії.

## Ігрова кар'єра
Хокейну кар'єру розпочав 1989 року.
2002 року був обраний на драфті НХЛ під 213-м загальним номером командою «Тампа-Бей Лайтнінг». 
Протягом професійної клубної ігрової кар'єри, що тривала 23 роки, захищав кольори команд ТПС, АІК, «Ак Барс» (Казань), «Лукко», «Фрелунда», «Лінчепінг», «Векше Лейкерс» та «Колумбус Блю-Джекетс».
Загалом провів 100 матчів у НХЛ.
Виступав за збірну Фінляндії, на головних турнірах світового хокею провів 16 ігор в її складі. У складі збірної срібний медаліст Олімпійських ігр 2006 року, срібний призер чемпіонату світу 2007 року та бронзовий призер чемпіонату світу 2006 року.

## Досягнення
- Володар Кубка Європи в складі ТПС — 1994.
- Чемпіон Фінляндії в складі ТПС — 1999, 2000, 2001.
- Володар Кубка Гагаріна в складі «Ак Барс» (Казань) — 2009.

## Статистика

### Клубні виступи
| Сезон        | Клуб                   | Ліга          | Регулярний сезон | Регулярний сезон | Регулярний сезон | Регулярний сезон | Регулярний сезон | Регулярний сезон | Регулярний сезон | Регулярний сезон | Регулярний сезон | Регулярний сезон | Плей-оф | Плей-оф | Плей-оф | Плей-оф | Плей-оф | Плей-оф | Плей-оф | Плей-оф |
| Сезон        | Клуб                   | Ліга          | І                | В                | П                | Н                | ПОТ              | Хв               | ПГ               | ІБГ              | ПГГ              | %ВК              | І       | В       | П       | Хв      | ПГ      | ІБГ     | ПГA     | %ВК     |
| ------------ | ---------------------- | ------------- | ---------------- | ---------------- | ---------------- | ---------------- | ---------------- | ---------------- | ---------------- | ---------------- | ---------------- | ---------------- | ------- | ------- | ------- | ------- | ------- | ------- | ------- | ------- |
| 1989–90      | «Лепплакс»             | Фінляндія 3   | 36               | —                | —                | —                | —                | —                | —                | —                | —                | —                | —       | —       | —       | —       | —       | —       | —       | —       |
| 1990–91      | «Лепплакс»             | Фінляндія 3   | 36               | —                | —                | —                | —                | —                | —                | —                | —                | —                | —       | —       | —       | —       | —       | —       | —       | —       |
| 1991–92      | «Лепплакс»             | Фінляндія 3   | 35               | —                | —                | —                | —                | —                | —                | —                | —                | —                | —       | —       | —       | —       | —       | —       | —       | —       |
| 1992–93      | ТПС U20                | Фінляндія U20 | 25               | 15               | 9                | 1                | —                | 1449             | 74               | 1                | 3.06             | .906             | 5       | —       | —       | 307     | 11      | 1       | 2.14    | .938    |
| 1992–93      | Кієкко-67              | Фінляндія 2   | —                | —                | —                | —                | —                | —                | —                | —                | —                | —                | —       | —       | —       | —       | —       | —       | —       | —       |
| 1992–93      | ТПС                    | СМ-ліга       | 2                | —                | —                | —                | —                | 30               | 1                | 0                | 2.01             | .917             | —       | —       | —       | —       | —       | —       | —       | —       |
| 1993–94      | ТПС U20                | Фінляндія U20 | 2                | 0                | 1                | 0                | —                | 80               | 5                | 0                | 3.75             | .917             | 1       | 0       | 1       | 58      | 4       | 0       | 4.10    | .920    |
| 1993–94      | ТПС                    | СМ-ліга       | 10               | 3                | 3                | 0                | —                | 387              | 19               | 0                | 2.94             | .903             | —       | —       | —       | —       | —       | —       | —       | —       |
| 1993–94      | Кієкко-67              | Фінляндія 2   | 15               | 7                | 7                | 1                | —                | 884              | 43               | 2                | 2.92             | .911             | —       | —       | —       | —       | —       | —       | —       | —       |
| 1994–95      | ТПС                    | СМ-ліга       | 22               | 14               | 6                | 2                | —                | 1328             | 60               | 1                | 2.71             | .903             | 11      | 7       | 4       | 666     | 27      | 1       | 2.43    | .921    |
| 1994–95      | Кієкко-67              | Фінляндія 2   | 15               | —                | —                | —                | —                | 828              | 34               | 0                | 2.46             | .913             | —       | —       | —       | —       | —       | —       | —       | —       |
| 1995–96      | ТПС                    | СМ-ліга       | 26               | 14               | 8                | 3                | —                | 1539             | 68               | 0                | 2.65             | .914             | —       | —       | —       | —       | —       | —       | —       | —       |
| 1996–97      | Кієкко-67              | Фінляндія 2   | 12               | —                | —                | —                | —                | 725              | 36               | 0                | 2.98             | .906             | —       | —       | —       | —       | —       | —       | —       | —       |
| 1996–97      | АІК                    | Елітсерія     | 5                | —                | —                | —                | —                | 274              | 21               | 1                | 4.60             | .811             | —       | —       | —       | —       | —       | —       | —       | —       |
| 1997–98      | «Лукко»                | СМ-ліга       | 37               | 12               | 19               | 4                | —                | 2174             | 105              | 0                | 2.90             | .908             | —       | —       | —       | —       | —       | —       | —       | —       |
| 1998–99      | ТПС                    | СМ-ліга       | 20               | 11               | 4                | 1                | —                | 1010             | 35               | 2                | 2.08             | .925             | 1       | 0       | 0       | 20      | 2       | 0       | 6.00    | .833    |
| 1999–00      | ТПС                    | СМ-ліга       | 21               | 15               | 4                | 0                | —                | 1175             | 35               | 2                | 1.79             | .935             | 4       | 3       | 0       | 234     | 10      | 0       | 2.56    | .899    |
| 1999–00      | ТуТо                   | Фінляндія 2   | 2                | 1                | 1                | 0                | —                | 118              | 7                | 0                | 3.54             | .833             | —       | —       | —       | —       | —       | —       | —       | —       |
| 2000–01      | ТПС                    | СМ-ліга       | 39               | 26               | 10               | 3                | —                | 2266             | 66               | 6                | 1.75             | .931             | 10      | 9       | 1       | 603     | 13      | 2       | 1.29    | .945    |
| 2001–02      | ТПС                    | СМ-ліга       | 32               | 14               | 11               | 5                | —                | 1878             | 62               | 2                | 1.98             | .932             | 4       | 1       | 3       | 256     | 7       | 1       | 1.64    | .952    |
| 2002–03      | «Фрелунда»             | Елітсерія     | 23               | —                | —                | —                | —                | 1386             | 56               | 1                | 2.42             | .907             | 4       | —       | —       | 288     | 6       | 1       | 1.25    | .957    |
| 2003–04      | «Лінчепінг»            | Елітсерія     | 40               | 25               | 15               | 0                | —                | 2415             | 68               | 9                | 1.69             | .939             | 3       | —       | —       | 176     | 6       | 0       | 2.05    | .908    |
| 2004–05      | «Лінчепінг»            | Елітсерія     | 43               | 30               | 11               | 1                | —                | 2522             | 78               | 5                | 1.86             | .934             | 6       | —       | —       | 383     | 13      | 0       | 2.03    | .921    |
| 2005–06      | «Лінчепінг»            | Елітсерія     | 43               | 19               | 11               | —                | 6                | 2170             | 78               | 4                | 2.16             | .914             | 12      | 6       | 5       | 693     | 22      | 2       | 1.90    | .925    |
| 2006–07      | «Колумбус Блю-Джекетс» | НХЛ           | 55               | 24               | 23               | —                | 3                | 2952             | 137              | 3                | 2.78             | .904             | —       | —       | —       | —       | —       | —       | —       | —       |
| 2007–08      | «Колумбус Блю-Джекетс» | НХЛ           | 37               | 10               | 19               | —                | 6                | 1959             | 89               | 2                | 2.72             | .896             | —       | —       | —       | —       | —       | —       | —       | —       |
| 2008–09      | «Колумбус Блю-Джекетс» | НХЛ           | 8                | 1                | 3                | —                | 2                | 323              | 17               | 0                | 3.16             | .872             | —       | —       | —       | —       | —       | —       | —       | —       |
| 2008–09      | «Ак Барс»              | КХЛ           | 11               | 6                | 3                | —                | 2                | 669              | 18               | 1                | 1.61             | .931             | 15      | 9       | 5       | 892     | 29      | 2       | 1.95    | .920    |
| 2009–10      | «Лінчепінг»            | Елітсерія     | 45               | 23               | 19               | —                | 0                | 2551             | 106              | 3                | 2.49             | .907             | 9       | 4       | 5       | 561     | 22      | 1       | 2.35    | .921    |
| 2010–11      | «Лінчепінг»            | Елітсерія     | 48               | 22               | 26               | —                | 0                | 2917             | 103              | 6                | 2.12             | .922             | 7       | 3       | 4       | 423     | 17      | 0       | 2.41    | .920    |
| 2011–12      | «Лінчепінг»            | Елітсерія     | 47               | 19               | 23               | —                | 0                | 2699             | 104              | 4                | 2.31             | .920             | —       | —       | —       | —       | —       | —       | —       | —       |
| 2012–13      | «Векше Лейкерс»        | Елітсерія     | 46               | 19               | 27               | —                | 0                | 2725             | 95               | 6                | 2.09             | .919             | —       | —       | —       | —       | —       | —       | —       | —       |
| 2013–14      | ТПС                    | Лійга         | 48               | 12               | 23               | —                | 11               | 2683             | 129              | 1                | 2.89             | .909             | —       | —       | —       | —       | —       | —       | —       | —       |
| Усього в НХЛ | Усього в НХЛ           | Усього в НХЛ  | 100              | 35               | 45               | —                | 11               | 5,234            | 243              | 5                | 2.88             | .891             | —       | —       | —       | —       | —       | —       | —       | —       |

### Збірна
| Рік                | Команда            | Турнір             | І  | В  | П | Н | Хв  | ПГ | ІБГ | ПГГ  | %ВК   |
| ------------------ | ------------------ | ------------------ | -- | -- | - | - | --- | -- | --- | ---- | ----- |
| 2002               | Фінляндія          | ЧС                 | 2  | 1  | 1 | 0 | 119 | 4  | 1   | 2.01 | .920  |
| 2004               | Фінляндія          | ЧС                 | 1  | 1  | 0 | 0 | 60  | 0  | 1   | 0.00 | 1.000 |
| 2005               | Фінляндія          | ЧС                 | 2  | 1  | 1 | 0 | 120 | 6  | 0   | 3.00 | .882  |
| 2006               | Фінляндія          | ОІ                 | 2  | 2  | 0 | 0 | 120 | 0  | 2   | 0.00 | 1.000 |
| 2006               | Фінляндія          | ЧС                 | 6  | 4  | 1 | 0 | 326 | 6  | 3   | 1.11 | .951  |
| 2007               | Фінляндія          | ЧС                 | 3  | 2  | 1 | 0 | 180 | 5  | 2   | 1.67 | .931  |
| Національна збірна | Національна збірна | Національна збірна | 16 | 11 | 4 | 0 | 925 | 21 | 9   | 1.36 | —     |